# Objekt 279
Objekt 279 (russisch Объект 279) ist der Prototyp eines schweren sowjetischen Panzers, der von einem Entwicklerteam um Lew Trojanow im Jahr 1957 konzipiert wurde.

## Entwicklung
Im Jahr 1956 entwickelte das System der Panzerausrüstung der Roten Armee neue Voraussetzungen für einen schweren Panzer, der den T-10 ersetzen sollte. Eines der drei Projekte war das Objekt 279, das unter der Leitung von Lev Troyanov in Leningrad entwickelt wurde. Im Unterschied zu den konkurrierenden Modellen (Objekt-277 und Objekt-770), die für den Einsatz in unwegsamem Gelände und unter Bedingungen einer nuklearen Explosion konzipiert waren, wurde das Objekt 279 speziell dafür ausgelegt, Kernwaffenexplosionen in unmittelbarer Nähe zu überstehen. So sollte die besondere Form der Wanne das Umkippen des Fahrzeugs durch die Stoßwelle einer nuklearen Explosion verhindern.
Der erste Prototyp wurde 1959 gebaut, woraufhin 1960 zwei weitere Modelle hergestellt und getestet wurden. Trotz erfolgreicher Testreihen wurde die Entwicklung 1959 auf Geheiß von Nikita Chruschtschow eingestellt – ein Schritt, der politisch motiviert war, da alternative Raketenjagdpanzer, wie der IT-1 (russisch ИТ-1), bevorzugt wurden.

## Beschreibung
Der Panzer wurde speziell dafür entwickelt, Kernwaffenexplosionen in unmittelbarer Nähe zu überstehen. Versuche der Sowjetarmee hatten gezeigt, dass Panzer, die sich in unmittelbarer Nähe (weniger als 1000 m) zum Explosionsnullpunkt befinden, zwar durch die Druckwelle umgeworfen werden, im Großen und Ganzen aber einsatzfähig bleiben. Das Äußere von Objekt 279 wurde deshalb so gestaltet, dass der Stoßwelle ein sehr niedriger Widerstand entgegengesetzt wird. Weiterhin lag der Schwerpunkt des Fahrzeugs sehr niedrig, so dass die Stabilität noch zusätzlich erhöht wurde. Zum Schutz der Besatzung wurde Strahlenschutzmaterial in der Wanne und im Turm verarbeitet. Die vier Kettenstränge sorgten ebenfalls für zusätzliche Stabilität und wirkten sich positiv auf den Bodendruck aus. Der Bodendruck des 60 Tonnen schweren Fahrzeugs belief sich auf weniger als 0,6 kg/cm². 
Die Bewaffnung war für die Entwicklungszeit ungewöhnlich stark ausgelegt – eine stabilisierte 130-mm-Kanone sollte dafür sorgen. Als Antrieb kamen zwei H16-Viertaktdieselmotore in Frage: der DG-1000 mit 950 PS und der 2DG-8M mit 1000 PS.
Das einzige Exemplar befindet sich im Panzermuseum Kubinka.